# Sinaloakraai
De Sinaloakraai (Corvus sinaloae) behoort tot de familie van de kraaiachtigen.

## Verspreiding en leefgebied
Deze soort is endemisch in het noordwesten van Mexico.

## Status
De grootte van de populatie is in 2019 geschat op 50.000-500.000 volwassen vogels. Op de Rode lijst van de IUCN heeft deze soort de status niet bedreigd.